# Ina Duscha
Ina Duscha (* 10. Dezember 1935 in Schöder, Steiermark; eigentlich Traute Duscher) ist eine ehemalige österreichische Schauspielerin.

## Leben und Karriere
Ina Duscha besuchte zunächst eine Klosterschule und studierte anschließend Sprachen. Später arbeitete sie in einem Wiener Hotel, wo sie auf den Regisseur Rolf Thiele traf, der sie ermutigte, Schauspielerin zu werden. Sie nahm Schauspielunterricht und erhielt ein Engagement am Wiener Burgtheater. Eine bereits von Thiele zugesagte Rolle in dessen Film Skandal in Ischl (1957) konnte sie aufgrund einer Erkrankung nicht annehmen. 1958 hatte sie dann ihren ersten Leinwandauftritt im Spielfilm Immer die Radfahrer, in dem sie eine Reisebekanntschaft von Heinz Erhardt mimte. Seinerzeit wurde sie im Vorspann noch unter dem Namen Traute Duscher angekündigt.
Thiele kam schon im Folgejahr auf Duscha zurück und engagierte sie für seine deutsch-italienische Coproduktion Labyrinth. Er setzte sie ferner in Der Liebe Augustin, Auf Engel schießt man nicht und in Venusberg ein. In dem Edgar-Wallace-Film Der Rächer übernahm Ina Duscha als Ruth Sanders die Rolle der verfolgten Frau.
Ende 1963 heiratete sie den Münchner Fabrikanten Michael Bamberger. Nach der Hochzeit im Hotel Bayerischer Hof zog sie sich vom Filmgeschäft zurück.

## Filmografie
- 1958: Immer die Radfahrer
- 1959: Labyrinth
- 1960: Der liebe Augustin
- 1960: Der Rächer
- 1960: Hauptmann, deine Sterne
- 1960: Immer will ich dir gehören
- 1960: Auf Engel schießt man nicht
- 1961: Drei Mann in einem Boot
- 1962: Eheinstitut Aurora
- 1962: Sein bester Freund
- 1963: Venusberg